# Iphiaulax frugalis
Iphiaulax frugalis är en stekelart som beskrevs av Cameron 1887. Iphiaulax frugalis ingår i släktet Iphiaulax och familjen bracksteklar. Inga underarter finns listade i Catalogue of Life.